# Amblyoproctus ocellatus
Amblyoproctus ocellatus är en skalbaggsart som beskrevs av Lamant-voirin 1995. Amblyoproctus ocellatus ingår i släktet Amblyoproctus och familjen Dynastidae. Inga underarter finns listade i Catalogue of Life.